# آگلوسی
آگلوسی (انگلیسی: Aglossia) (Aglossia congenita) یک نقص مادرزادی است که منجر به رشد جزئی یا فقدان کامل زبان می‌شود.
آگلوسی معمولاً با نقص‌های جمجمه‌صورتی و اندام‌ها (سندرم آداکتیلیا) همراه است و تصور می‌شود که متعلق به خانواده‌ای از سندرم هیپوژنزی اندام فکی (OLHS) است. اعتقاد بر این است که ناشی از اختلال عروقی ناشی از گرما در نزدیکی هفته چهارم رشد جنینی است.